# Melanaspis figueiredoi
Melanaspis figueiredoi  (лат.) — вид полужесткокрылых насекомых-кокцид рода Melanaspis из семейства щитовки (Diaspididae).

## Распространение
Южная Америка: Бразилия.

## Описание
Мелкие щитовки, диаметр взрослых самок около 2 мм, форма тела округлая; основная окраска светлая.
Питаются соками таких растений, как Eugenia  (Myrtaceae).
Таксон Melanaspis figueiredoi включён в состав рода Melanaspis Cockerell, 1897 вместе с таксонами A. aristotelesi, A. arnaldoi, A. bondari, A. bromiliae, A. araucariae, A. jaboticabae, A. leivasi, A. martinsi, A. saccharicola, A. santensis, A. smilacis.